# Дети проклятых
«Дети проклятых» (англ. Children Of The Damned) — британский научно-фантастический художественный фильм, поставленный режиссёром Антоном Лидером в 1963 году. Согласно титрам, фильм «основан на персонажах, созданных Джоном Уиндемом» в романе Кукушки Мидвича, экранизированного в 1960 году под названием «Деревня проклятых».

## Сюжет
Шестерых детей со всего мира отбирают для проекта ЮНЕСКО по изучению одарённых детей. В Британии этим занимаются психолог Том Левеллин и генетик Дэйвид Невилл. Их интересует мальчик Пол, которого ненавидит его мать Диана, уверяющая учёных что не имела связи с мужчиной. Учёные верят ей после того, как выясняется, что дети из США, Советского Союза, Нигерии, Китая и Индии тоже не имеют отцов и, как и Пол, обладают телепатическими способностями. Другой учёный, Колин Вебстер, агент спецслужб, хочет забрать Пола для опытов. Пол бежит, собирает других детей из посольств, и все вместе они укрываются в заброшенной церкви в районе Лондона Саутварк. После того как с помощью телекинеза они убивают несколько официальных лиц, пытавшихся их захватить, власти решают применить силу — военных. В итоге дети погибают.

## В ролях
| Актёр          | Роль                   |
| -------------- | ---------------------- |
| Иан Хендри     | полковник Том Левеллин |
| Алан Бэдел     | доктор Дэйвид Невилл   |
| Барбара Феррис | Сьюзен Элиот           |
| Альфред Бёрк   | Колин Вебстер          |
| Шейла Аллен    | Диана Луран            |

## Оценки
По выходе на экран в начале 1964 года фильм был холодно встречен критикой. Говард Томпсон в газете The New York Times назвал фильм «тусклым, претенциозным последователем чудесного маленького ужастика… „Деревней проклятых“». При этом он отметил, что, не имея прямой связи с оригинальным фильмом, кинокартина «Дети проклятых» не может считаться его продолжением и «определённо заставляет восхищаться „Деревней проклятых“».
В более поздних обзорах критики были более благосклонны, и на сайте-агрегаторе Rotten Tomatoes фильм «Дети проклятых» удостоился рейтинга 73 % на основе 11 рецензий.